# 충주우체국
충주우체국은 충청북도 충주시 일원을 관할하는 충청지방우정청 소속 우체국이다.

## 기본 정보
- 우편번호: 380-956
- 주소: 충청북도 충주시 국원대로 20

## 연혁
- 1895년 12월 7일: 충주우체사 개국
- 1949년 8월 13일: 충주우체국으로 개칭
- 1976년 12월 31일: 충주시 성내동에 제자리 개축
- 2001년 5월 19일: 중앙경찰학교우체국 폐국[1]
- 2001년 6월 30일: 충주연수동우체국 폐국[2]
- 2013년 5월 20일: 현청사 이전 개축(충주시 국원대로 20)
- 2014년 7월 4일: 한국교통대학교우체국, 건국대학교 글로컬캠퍼스우체국 폐국[3]
- 2014년 7월 7일: 한국교통대학교우편취급국, 건국대학교 글로컬캠퍼스우편취급국 개국[3]
- 2015년 7월 20일: 우편구역을 다음과 같이 고시[4]

| 배달국     | 배달구역                                                     | 구역번호                                                                        |
| ---------- | ------------------------------------------------------------ | ------------------------------------------------------------------------------- |
| 충주우체국 | 충주시 동 전체, 가금면 · 금가면 · 동량면 · 살미면 · 수안보면 | 27319 ~ 27449 27465 27475 ~ 27501 27470 (단, 27442 중 엄정면 율능리 지역 제외)  |
| 주덕우체국 | 주덕읍 · 노은면 · 신니면 · 대소원면                          | 27450 ~ 27474 (단, 27465 중 가금면 용전리 지역 제외, 27470 중 용두동 지역 제외) |
| 엄정우체국 | 엄정면 · 산척면 · 앙성면 · 소태면                            | 27300 ~ 27318 27442                                                             |

- 2018년 3월 30일: 중앙탑우체국 별정우체국 폐국, 충주교현동우체국 폐국[5]
- 2018년 4월 2일: 중앙탑우체국(6급) 신설 개국
- 2020년 6월 30일 : 중앙탑우체국 폐국[6]

## 관할 우체국
| 우체국명                           | 사진 | 주소                                           | 비고                                                                     |
| ---------------------------------- | ---- | ---------------------------------------------- | ------------------------------------------------------------------------ |
| 건국대학교 글로컬캠퍼스우체국      |      | 충청북도 충주시 충원대로 268                   | 2014년 7월 4일 폐국                                                      |
| 건국대학교 글로컬캠퍼스 우편취급국 |      | 충청북도 충주시 충원대로 268 (단월동)          | 2014년 7월 7일 신설                                                      |
| 금가우체국                         |      | 충청북도 충주시 금가면 강수로 321 (도촌리)     |                                                                          |
| 노은우체국                         |      | 충청북도 충주시 노은면 감노로 1403 (연하리)    |                                                                          |
| 동량우체국                         |      | 충청북도 충주시 동량면 조동1길 53 (조동리)     |                                                                          |
| 산척우체국                         |      | 충청북도 충주시 산척면 천등박달로 120 (송강리) |                                                                          |
| 살미우체국                         |      | 충청북도 충주시 살미면 세성로 68 (세성리)      |                                                                          |
| 소태우체국                         |      | 충청북도 충주시 소태면 주치길 30 (오량리)      |                                                                          |
| 수안보우체국                       |      | 충청북도 충주시 수안보면 온천중앙길 8          |                                                                          |
| 신니우체국                         |      | 충청북도 충주시 신니면 신덕로 788 (용원리)     |                                                                          |
| 앙성우체국                         |      | 충청북도 충주시 앙성면 가곡로 1014 (용포리)    |                                                                          |
| 엄정우체국                         |      | 충청북도 충주시 엄정면 내창로 171 (용산리)     |                                                                          |
| 주덕우체국                         |      | 충청북도 충주시 주덕읍 신양로 93 (신양리)      |                                                                          |
| 중앙경찰학교우체국                 |      | 충청북도 충주시 상모면 수회리 산95             | 2001년 5월 19일 폐국                                                     |
| 중앙탑우체국                       |      | 충청북도 충주시 중앙탑면 중앙탑길 145 (탑평리) | 2018년 3월 30일 별정우체국 폐국 2018년 4월 2일 신설 2020년 6월 30일 폐국 |
| 충주교현동우체국                   |      | 충청북도 충주시 봉현로 260 (교현2동)           | 2018년 3월 30일 폐국                                                     |
| 충주금릉동우체국                   |      | 충청북도 충주시 금제13길 8 (금릉동)            |                                                                          |
| 충주대소원우체국                   |      | 충청북도 충주시 대소원면 쇠실로 1032 (대소리)  |                                                                          |
| 충주목행동우체국                   |      | 충청북도 충주시 행정9길 25 (목행동)            |                                                                          |
| 충주성내동우체국                   |      | 충청북도 충주시 관아1길 20 (성내동)            |                                                                          |
| 충주연수동우체국                   |      | 충청북도 충주시 연수동 901                     | 2001년 6월 30일 폐국                                                     |
| 충주칠금동우체국                   |      | 충청북도 충주시 신립로 23 (칠금동)             |                                                                          |
| 한국교통대학교우체국               |      | 충청북도 충주시 대소원면 대학로 50             | 2014년 7월 4일 폐국                                                      |
| 한국교통대학교 우편취급국          |      | 충청북도 충주시 대소원면 대학로 50 (검단리)    | 2014년 7월 7일 신설                                                      |

## 조직
- 지원과
- 경영지도실
- 우편물류과
- 영업과
  - 고객지원실